# 4-я гвардейская танковая дивизия
4-я гвардейская танковая Кантемировская ордена Ленина Краснознамённая дивизия имени Ю. В. Андропова (4 тд, в/ч 19612) — тактическое соединение Сухопутных войск Российской Федерации.
Расквартирована в подмосковном Наро-Фоминске. Сформирована в июне 1942 года в Сталинграде как 17-й танковый корпус (17 тк).

## История

### 4-й гвардейский танковый корпус
4-я гвардейская танковая Кантемировская ордена Ленина, Краснознамённая дивизия имени Ю. В. Андропова является преемницей 17-го танкового корпуса, боевой путь которого начался 26 июня 1942 года на берегах Дона, западнее Воронежа.
За отличие в боях против немецко-фашистских захватчиков и их сателлитов в районе Среднего Дона танковому корпусу в январе 1943 года было присвоено почётное звание «гвардейский», и он был преобразован в 4-й гвардейский танковый корпус, а за отличие в боях под Кантемировкой получил почётное наименование «Кантемировский».
31 июля 1943 года, накануне августовского наступления и упорных боёв на Белгородско-Харьковском направлении Курской Дуги, при вручении корпусу Гвардейского Знамени, личный состав соединения принял гвардейскую клятву.
За мужество и героизм, проявленные при освобождении ряда городов правобережной Украины: Збараж, Тернополя, Шепетовки в апреле 1944 года корпус был награждён орденом Красного Знамени, а полки и отдельные батальоны заслужили 17 почётных наименований: Шепетовский, Житомирский, Ямпольский, Тарнопольский.
За освобождение Кракова корпус был награждён орденом Ленина.
Корпус в числе первых достиг реки Эльбы, участвовал во взятии Дрездена; совершив стремительный рейд в Чехословакию, закончил свой боевой путь в предместьях Праги.
За мужество и отвагу, проявленные бойцами и командирами корпуса, в годы войны воинские соединения и части соединения награждены 23 орденами, личному составу корпуса 18 раз объявлялась благодарность Верховного Главнокомандующего, 32 военнослужащим присвоено звание Героя Советского Союза (5 из них навечно зачислены в списки частей), более 20 тысяч награждены орденами и медалями, из них 5 полных кавалеров ордена Славы.

### 4-я гвардейская танковая дивизия
14 июня 1945 года в связи с проводившейся в СССР демобилизацией корпус переформировывается в 4-ю гвардейскую танковую Кантемировскую ордена Ленина Краснознамённую дивизию и 13 сентября 1945 года входит в состав войск Московского военного округа с передислокацией в город Наро-Фоминск Московской области.
8 сентября 1946 года гвардейцы-кантемировцы маршем на боевой технике первыми прошли по Красной площади в ознаменование праздника «День танкиста».
В июне 1957 года 14-й гвардейский танковый Житомирско-Шепетовский Краснознамённый, орденов Суворова и Кутузова полк (в/ч 35732) был передан в состав 43-й танковой дивизии и передислоцирован в город Дзержинск. Тогда же входивший в состав дивизии с 10 июля 1945 года 43-й гвардейский тяжёлый танковый самоходный Верхнеднепровский Краснознамённый полк стал 43-м гвардейским танковым полком и заменил выбывший 14-й полк.
23 февраля 1984 года дивизии присвоено имя Ю. В. Андропова.
В 1989 году, после расформирования 14-го гвардейского танкового полка (в/ч 35732) 60-й танковой дивизии, 43-й гвардейский танковый полк (в/ч 49889) был переименован в 14-й гвардейский танковый Житомирско-Шепетовский Краснознамённый орденов Суворова и Кутузова полк.
Подразделения дивизии вводились в Москву во время августовского путча 1991 года и вооружённого противостояния в октябре 1993 года. Во втором случае танки Т-80УД Кантемировской дивизии участвовали в расстреле Белого дома. В 1994 году Федеральная служба контрразведки вербовала военнослужащих дивизии для участия в боевых действиях в Чечне на стороне Временного совета за деньги; это происходило ещё до официального ввода российской армии в Чечню и начала Первой чеченской войны. Солдаты приняли участие в закончившемся провалом ноябрьском штурме Грозного, некоторые из них попали в плен. Когда об этом стало известно, командир дивизии генерал-майор Борис Поляков ушёл в отставку. Военнослужащие соединения принимали участие в миротворческих операциях в Южной Осетии в 1997 г., в Косово в 1998—2002 гг., в контртеррористической операции в Чеченской республике.
В честь дивизии названа Кантемировская улица и станция метро «Кантемировская» в Москве, улица Гвардейцев-кантемировцев в Краматорске (до 2015 года, после — улица Марии Приймаченко).
Офицеры и солдаты дивизии в составе миротворческого контингента проявили себя в Южной Осетии в 1997 году, в Косово в 1998—2002 годах, в контртеррористической операции на Северном Кавказе.

### 4-я отдельная гвардейская танковая бригада
В ходе военной реформы 2008—2009 гг. дивизия переформирована в 4-ю отдельную гвардейскую танковую Кантемировскую ордена Ленина, Краснознамённую бригаду имени Ю. В. Андропова в составе двух полков этой дивизии: 13-го гвардейского танкового полка и 423-го мотострелкового полка, штатной численностью 2901 человек. Место дислокации не изменилось.
Командиром бригады с 7 февраля 2012 года был назначен полковник Комбаров Сергей Николаевич, бывший командир 7-й отдельной гвардейской танковой бригады (войсковой части 89547).

### Возрождение дивизии
В мае 2013 года, по решению Министра обороны Российской Федерации С. К. Шойгу, 4-я гвардейская танковая Кантемировская ордена Ленина, Краснознамённая дивизия имени Ю. В. Андропова восстановлена. Парадный расчёт дивизии принял участие в Параде 9 мая 2013 года под историческим наименованием.
В 2015 году дивизию не включили в число участников Парада Победы в Москве, в котором она традиционно участвовала каждый год.
В начале 2016 года дивизия вошла в состав вновь сформированной 1-й гвардейской танковой армии. К концу 2016 года в составе дивизии сформирован 423-й гвардейский мотострелковый Ямпольский орденов Суворова и Кутузова полк.
В январе 2019 года в дивизию переданы 30 танков Т-34, подаренные России Лаосом. Сообщается о создании в составе дивизии сводного батальона Т-34 для участия в Парадах Победы.

### Вторжение на Украину
В 2022 году дивизия приняла участие во вторжении на Украину. Она не смогла окружить Харьков в первые часы войны. Наступление описывалось разведкой как «нерешительное и дилетантское». Командующий 1-й танковой армии генерал-лейтенант Сергей Кисель был отстранён от должности за провал наступления. В мае после отступления российских войск из-под Харькова украинская разведка опубликовала трофейный документ о потерях 1-й гвардейской танковой армии за первые три недели войны. Согласно этому документу, 4-я танковая дивизия за указанный период потеряла 71 танк (65 Т-80У и 6 Т-80БВ) при оценке общего парка танков дивизии в 200—217 единиц.
Во время вторжения дивизия использовала в основном танки Т-80У и Т-80БВ, на момент начала вторжения дивизия была их основным оператором в составе ВС РФ, численность личного состава дивизии оценивалась от 12000 до 14000 человек. Дивизия действовала в Харьковской, Сумской и Черниговской областях, участвовала в боях за Тростянец, откуда её вытеснила 93-я омexбр ВСУ. В ходе боёв Кантемировская танковая дивизия понесла тяжёлые потери, и в конце марта отступила с территории Сумской и Черниговской областей Украины.
После отступления из Сумской области, два полка 4-й танковой дивизии были передислоцированы на харьковское направление. Во время контрнаступления ВСУ в Харьковской области в сентябре, Кантемировская дивизия отступила и оттуда, после чего только визуально подтверждённые потери танков Т-80У составили более 90 единиц, то есть, целый танковый полк. По оценке международного института стратегических исследований, за год вторжения Россия потеряла 2/3 довоенного парка Т-80БВ/Т-80У, а сама дивизия особо упомянута как понёсшая тяжёлые потери и потерявшая боеспособность.

## Состав
- управление, в/ч 19612;
- 12-й гвардейский танковый Шепетовский Краснознамённый, орденов Суворова и Кутузова полк, в/ч 43162 (г. Наро-Фоминск);

90 Т-80У, 4 Т-64, 15 БМП-2, 33 БМП-1, 2 БРМ-1К, 2 БТР-70, 12 2С1 «Гвоздика»
- 13-й гвардейский танковый Шепетовский Краснознамённый, орденов Суворова и Кутузова полк, в/ч 35758 (г. Наро-Фоминск);

119 Т-80У, 5 Т-64, 3 Т-72, 39 БМП-2, 32 БМП-1, 2 БРМ-1К, 6 БТР-70, 12 2С1 «Гвоздика»
- 14-й гвардейский танковый Житомирско-Шепетовский Краснознамённый, орденов Суворова и Кутузова полк, в/ч 35732 (г. Наро-Фоминск);

90 Т-80У, 4 Т-64, 17 БМП-2, 34 БМП-1, 2 БРМ-1К, 5 БТР-70, 12 2С1 «Гвоздика»
- 423-й гвардейский мотострелковый Ямпольский Краснознамённый, орденов Суворова и Кутузова полк, в/ч 18938 (г. Наро-Фоминск);

31 Т-80У, 1 Т-64, 28 БМП-2, 47 БМП-1, 2 БРМ-1К, 1 БТР-70, 12 2С1 «Гвоздика»
- 275-й самоходный артиллерийский Тарнопольский Краснознамённый, орденов Суворова и Кутузова полк, в/ч 48763 (г. Наро-Фоминск);

24 2СЗ «Акация», 12 «Град», 2 ПРП-3, 2 ПРП-4, 3 1В18, 1 1В19, 1 Р-145БМ
- 538-й гвардейский зенитный ракетный Тернопольский ордена Александра Невского полк, в/ч 55265 (г. Наро-Фоминск);
- 339-й отдельный ракетный дивизион, в/ч 67639 (г. Наро-Фоминск) (5 Р-145БМ)
- 137-й отдельный разведывательный батальон, в/ч 43650 (г. Наро-Фоминск);

10 БМП-1, 7 БРМ-1К, 6 БТР-70, 2 Р-145БМ, 1 Р-156БТР
- 413-й отдельный батальон связи, в/ч 14309 (г. Наро-Фоминск)

10 Р-145БМ, 1 ЗС88
- 330-й отдельный инженерно-сапёрный батальон, в/ч 22354 (г. Наро-Фоминск);
- 616-й отдельный батальон химической защиты, в/ч 68515 (г. Наро-Фоминск);
- 1088-й отдельный батальон материального обеспечения, в/ч 22015 (г. Наро-Фоминск);
- 196-й отдельный ремонтно-восстановительный батальон, в/ч 44308 (г. Наро-Фоминск);
- 165-й отдельный медико-санитарный батальон, в/ч 92637 (г. Наро-Фоминск);
- ОВКР, в/ч 07827 (г. Наро-Фоминск)[3]
- Итого: 347 танков, 270 БМП, 20 БТР, 72 САУ, 12 РСЗО[28]

На 2017 год дивизия (в/ч 19612) состоит из:
- управление (г. Наро-Фоминск);
- 12-й гвардейский танковый Шепетовский Краснознамённый, орденов Суворова и Кутузова полк имени Маршала бронетанковых войск П. П. Полубоярова, в/ч 31985 (г. Наро-Фоминск);
- 13-й гвардейский танковый Шепетовский Краснознамённый, орденов Суворова и Кутузова полк, в/ч 32010 (г. Наро-Фоминск);
- 423-й гвардейский мотострелковый Ямпольский Краснознамённый, орденов Суворова и Кутузова полк, в/ч 91701 (г. Наро-Фоминск);
- 275-й самоходный артиллерийский Тарнопольский Краснознамённый, орденов Суворова и Кутузова полк, в/ч 73941 (г. Наро-Фоминск);
- 538-й гвардейский зенитный ракетный Тарнопольский ордена Александра Невского полк, в/ч 51383 (г. Наро-Фоминск);
- 137-й отдельный разведывательный Дембицкий Краснознамённый, ордена Александра Невского батальон, в/ч 54919 (г. Наро-Фоминск);
- 413-й отдельный гвардейский Дембицкий ордена Красной звезды батальон связи, в/ч 56132 (г. Наро-Фоминск);
- 330-й отдельный гвардейский инженерно-сапёрный Тарнопольский батальон, в/ч 80808 (г. Наро-Фоминск);
- 1088-й отдельный батальон материального обеспечения, в/ч 56164 (г. Наро-Фоминск);
- 165-й отдельный гвардейский медицинский батальон, в/ч 57069 (г. Наро-Фоминск);
- Отдельная рота БЛА (г. Наро-Фоминск);
- Отдельная рота РЭБ (г. Наро-Фоминск);
- Отдельная рота РХБЗ (г. Наро-Фоминск);
- Отдельная эвакуационная рота (г. Наро-Фоминск);
- Отдельная комендантская рота (г. Наро-Фоминск).

## Музей
В подмосковном Наро-Фоминске действует музей боевой славы 4-й гвардейской танковой дивизии.
После масштабных реставрационных работ в 2017 году была увеличена площадь экспозиции и выставочных залов, а также размещены объёмные экспонаты. Были заменены инженерные коммуникации, отделочные работы выполнены под дизайн экспозиции.
На 2017 год музей боевой славы Кантемировской дивизии насчитывал свыше 3,6 тыс. экспонатов, среди них военная техника и вооружение, экипировка, военная форма разных лет, боевые документы, донесения, карты, уникальные фотографии, государственные награды и личные вещи фронтовиков и ветеранов дивизии.
Ежегодно музей посещают свыше 10 тыс. человек. В разные годы экскурсантами музея стали военное руководство и представители свыше 100 иностранных делегаций стран Европы, Америки, Азии и Африки.
С 1987 года существует также музей в составе школы-интерната № 14 города Омска

## Полигоны
Подготовка танкистов осуществляется на полигоне «Головеньки» на территории Московской области. На полигоне отрабатываются боевые стрельбы всех видов вооружений дивизии, включая артиллерию, боевые машины пехоты и танки. В расположении 4-й дивизии находится собственный вододром, где танки отрабатывают преодоление водных преград. Танкисты учатся подводному вождению боевой техники и проводят легководолазную подготовку с использованием изолирующих противогазов для экстренного покидания бронетехники под водой.
- Вододром 4-й гвардейской танковой дивизии

## Командование

### Командиры дивизии
- гвардии генерал-майор танковых войск Рабинович, Леонид Юделевич (июнь — сентябрь 1946)
- гвардии генерал-майор Филиппенко, Николай Михайлович (1952—1957)
- гвардии генерал-майор Курцев Борис Викторович (1957—1960)
- гвардии генерал-майор Дороднов Владимир Петрович (1960-1965)
- гвардии генерал-майор Момотов Юрий Иванович (1979—1982)
- гвардии генерал-майор Картмазов, Владимир Николаевич (1982—1985)
- гвардии генерал-майор Денисов, Иван Лукич (1985—1987)
- гвардии генерал-майор Локтионов, Николай Игоревич (1987—1989)
- гвардии генерал-майор Чужиков, Владимир Петрович (1989—1991)
- гвардии генерал-майор Поляков, Борис Николаевич (1991—1994)
- гвардии генерал-майор Денисов, Александр Николаевич (1995—1998)
- гвардии генерал-майор Фуженко, Евгений Иванович (1999—2002)
- гвардии генерал-майор Ёлкин, Анатолий Анатольевич (2002—2003)
- гвардии генерал-майор Романчук, Александр Владимирович (ноябрь 2003 — июль 2006)
- гвардии генерал-майор Кураленко, Сергей Васильевич (июль 2006 — июнь 2009)
- гвардии полковник Некрасов, Сергей Юрьевич (июнь 2009 — октябрь 2010)
- гвардии полковник Мордвичев, Андрей Николаевич (апрель 2011 — март 2012)
- гвардии генерал-майор Комбаров, Сергей Николаевич (март 2012 — август 2015)
- гвардии генерал-майор Колесников, Андрей Борисович (август 2015 — август 2018)[35][36]
- гвардии генерал-майор Завадский, Владимир Васильевич (август 2018 — июнь 2021)[37]
- гвардии полковник Журавлев Евгений Николаевич (2021-наст.время)

### Заместители командира дивизии
- гвардии генерал-майор танковых войск Опарин, Виктор Андреевич (5 июня 1946 — 16 августа 1948)[38].

### Заместитель командира по технической части
- гвардии генерал-майор танковых войск Савцов, Евгений Иванович (с августа 1945 )

## Награждённые званием Героя Российской Федерации
- гвардии полковник Гутаров, Денис Владимирович, начальник оперативного отделения штаба 4-й гвардейской танковой дивизии, 2022 год.

## Юбилеи
Ежегодно юбилей формирования отмечается 26 июня. Праздничные мероприятия, посвященные годовщинам со дня образования дивизии проходят в Наро-Фоминске.
На плацу лучшим военнослужащим дивизии вручаются государственные и ведомственные награды. В торжественном мероприятии принимают участие ветераны соединения, представители администрации области и городского округа, творческие коллективы и солисты, члены семей военнослужащих и местные жители.
Участникам праздника представляется возможность увидеть показательные выступления разведчиков и курсантов Московского высшего военного командного училища, а также посетить выставку вооружения и военной техники (ВВТ) прославленного соединения.
Для гостей праздника звучат музыкальные композиции в исполнении самодеятельных коллективов городского округа. Все желающие могут покататься на лошадях и отведать солдатской каши.